# Gou on Progressive
Albums de High and Mighty Color
G∞ver
(2005) San
(2007)
Singles
Gou on Progressive est le second album du groupe de pop-rock japonais High and Mighty Color. Il est sorti au Japon le 5 avril 2006 sous SME Records.

## Présentation
Il atteint la 7e place du classement de l'Oricon. Il se vend à 21 427 exemplaires la première semaine, et reste classé pendant 7 semaines, pour un total de 41 447 exemplaires vendus. Cet album contient les deux singles, Style ~get glory in this hand~ et Ichirin no Hana. Il comporte plus de chansons rock que pop contrairement à leur premier album. De plus, la plupart des titres sont écrits en japonais alors que pour le premier les titres étaient tous en anglais.

## Liste des titres
| 1.  | Ichirin no Hana (一輪の花)                   | 3:42 |
| 2.  | For Dear...                                  | 4:19 |
| 3.  | "Here I am"                                  | 4:39 |
| 4.  | Houseki no Namida (宝石の涙)                 | 4:30 |
| 5.  | Mizutama Ramune (水玉ラムネ)                 | 4:12 |
| 6.  | Haitoku no Jounetsu (背徳の情熱)             | 4:48 |
| 7.  | Tsumi (罪)                                   | 4:42 |
| 8.  | Real World (リアルワールド)                  | 4:07 |
| 9.  | A place to go                                | 4:19 |
| 10. | Style ~get glory in this hand~               | 4:14 |
| 11. | Pearl Shadow (パールシャドウ)                | 4:31 |
| 12. | Kuro Ageha Mau Oka (黒アゲハ舞う丘)          | 4:10 |
| 13. | Hoshizora ni Furu Yuki (星空に降る雪)        | 4:06 |
| 14. | Garden of MY Heart (ガーデン オブ MY ハート) | 4:15 |